# Sawara-ku
Pour les articles homonymes, voir Sawara.
Sawara (早良区, Sawara-ku) est l'un des sept arrondissements de la ville de Fukuoka, au Japon. Il est situé dans le sud de la ville.

## Géographie

### Démographie
En 2016, la population de l'arrondissement de Sawara était de 218 137 habitants pour une superficie de 95,87 km2, soit une densité de population de 2 280 hab./km2.

## Histoire
L'arrondissement a été créé en 1982 lorsque l'ancien arrondissement de Nishi a été séparé en trois.

## Lieu notable
- Tour de Fukuoka

## Transport publics
L'arrondissement est desservi par les lignes Nanakuma et Kūkō du métro de Fukuoka.